# Hanuš Bartoň
Hanuš Bartoň (16. května 1960 Praha – 30. července 2023) byl český hudební skladatel, klavírista a pedagog.

## Život
Od svých patnácti let studoval Hanuš Bartoň na pražské konzervatoři hru na klavír u Emila Leichnera a skladbu u Ilji Hurníka. Na Akademii múzických umění pak u Jana Panenky a Jiřího Pauera. Pokračoval dále ve studiu skladby aspiranturou u Svatopluka Havelky a absolvováním četných kurzů a stáží v zahraničí. Dne 24. února 2014 byl na návrh Umělecké rady Akademie múzických umění v Praze jmenován profesorem pro obor hudební umění – skladba . Jako pedagog působil na katedře skladby Hudební a taneční fakulty Akademie múzických umění v Praze, dále vyučoval na Pražské konzervatoři. 
V jeho díle převažuje hudba instrumentální. Jeho aspirantskou (doktorskou) skladbou byla Hudba pro velký orchestr. Na svém kontě má také operu Golem, jejíž zkrácená verze byla uvedena v roce 1992 v Kongresovém centrum v Praze a v roce 1993 v České televizi.
Kromě toho byl vyhledávaným autorem scénické hudby pro česká divadla.
Jako klavírista na svých koncertech uváděl nejen skladby současných domácích i zahraničních autorů, ale zaměřoval se i na interpretaci děl starých českých mistrů, zejména klavírních skladeb Jana Ladislava Dusíka. Se svou ženou Janou Macharáčkovou vytvořil klavírní duo (Dusíkovo klavírní duo). Objevná je jejich nahrávka Dusíkových klavírních sonát pro čtyři ruce. Dále spolupracoval s komorními soubory Ars cameralis a Mondschein Ensemble (MoEns), se kterými absolvoval řadu koncertů doma i v zahraničí. Byl členem uměleckého sdružení „Ateliér '90“ a hudebního odboru Umělecké besedy.
Zemřel v neděli 30. července 2023 po vleklé nemoci.

## Dílo

### Orchestrální skladby
- Návraty světla (1985)
- Koncertino pro klavír a orchestr (1987)
- Koncert pro housle a orchestr (1988)
- Dvojkoncert pro housle, violu a smyčcový orchestr (jednovětý) (1990)
- Čtyři sonety pro smyčcový orchestr (1993)
- Hudba pro velký (1994)
- Tříšť - scelení (2003)
- Po západu slunce. Symfonický obraz (2005)

### Komorní skladby
- Sonatina pro klavír na čtyři ruce (1979)
- Sonatina pro flétnu a klavír (1983)
- Klavírní trio pro housle, violoncello a klavír (1984)
- Stopy. Etuda pro klavír (1986)
- Tři fantastické tance pro klavír na čtyři ruce (1987)
- Rytmy z ulice pro klarinet a klavír (1987)
- Klavírní kvintet (metamorfózy na téma B. Martinů) (1989)
- Sonáta pro housle a klavír č. 2 (1991)
- Kvintet-koncert pro klarinet a smyčcové kvarteto (1993)
- Večerní hudba pro klarinet, violoncello a klavír (1994)
- Řeka bouřlivá (řeka zapomnění pro flétnu, klarinet, housle, violu, violoncello a klavír (1996)
- Pantum pro komorní soubor (1998)
- Hudba pro klavír (1998)
- Divertimento č. 2 pro klarinet, violu a klavír (1998)
- Míjení času pro flétnu, klarinet, housle, violu, violoncello, klavír a syntetizér (1999)
- Divertimento č. 3 pro klarinet, violu a klavír (1999)
- Kasace in D pro flétnu, klarinet, housle, violoncello, klavír a cimbál (2000)
- Seriál pro smyčcové kvarteto (2000)
- 257 taktů pro violoncello a klavír (2001)
- Trio pro klarinet, violu a klavír (2001)
- Devět etud pro klavír (2002)
- Paralelní prostory I pro komorní soubor (2003)
- Oáza pro komorní soubor (2004)
- Balada pro klavír (2008)
- Do nikam (2021)

### Písňová tvorba
- Pět písní na slova Suzanne Renaud pro soprán a klavír (1997)
- Skrze tmu něčí oko (písničky a mezihry na texty Jany Štroblové pro mezzosoprán, klarinet, violu a klavír (2002)

### Skladby s elektronickou složkou
- Paralelní prostory II pro komorní soubor, elektroakustickou stopu a vizuální projekci (2003)
- Periferní vidění pro komorní soubor a elektroakustickou stopu (2007)
- Romanza industriale – Mahlerovská reminiscence pro sólový pozoun, elektrickou kytaru a elektroakustickou stopu (2009)

### Skladby pro jeviště
- Golem, opera o dvou jednáních (1991, libreto a výprava: Jiří Nekvasil a Daniel Dvořák, premiéra 6. května 1992 v pražském Paláci kultury)[4]

### Ukázky z díla
- Hanuš Bartoň – Sonata in F Minor, op.77, "L'invocation" for piano (Dédiée a Mlle Betsy Ouvrard)
- Balada pro klavír a stručný životopis
- Kvartet Apollon Archivováno 11. 6. 2020 na Wayback Machine.